# Поддубновка
Поддубновка — хутор в Россошанском районе Воронежской области.
Входит в состав  Криничанского сельского поселения.

## Население
| 2010 |
| ---- |
| 1    |

## Улицы
На хуторе имеется одна улица — Поддубенская.